# Aubépine du Mexique
Crataegus mexicana
Espèce
Classification phylogénétique
L'aubépine du Mexique, aussi appelée Tejocote, du náhuatl  "texocotl" qui signifie "pierre acide" (Crataegus mexicana), est une espèce de plantes à fleurs de la famille des Rosaceae. C'est une aubépines originaire de l'État de Chiapas au Mexique et du Guatemala, Honduras, Costa Rica en Amérique centrale.

## Synonymes
- Mespilus pubescens, non Presl (1822) nec Pohl (1815) nec Wendl. (1823).
- Crataegus pubescens (H.B.K.) Steud., non Presl (1826).
- Crataegus stipulacea Loddiges Cat. ex Loudon (1838).
- Crataegus hypolasia K. Koch (1853).
- Crataegus pubescens Steud. f. stipulacea (Loud.) Bull. 1914 (parfois considérée comme une espèce distincte).

## Description

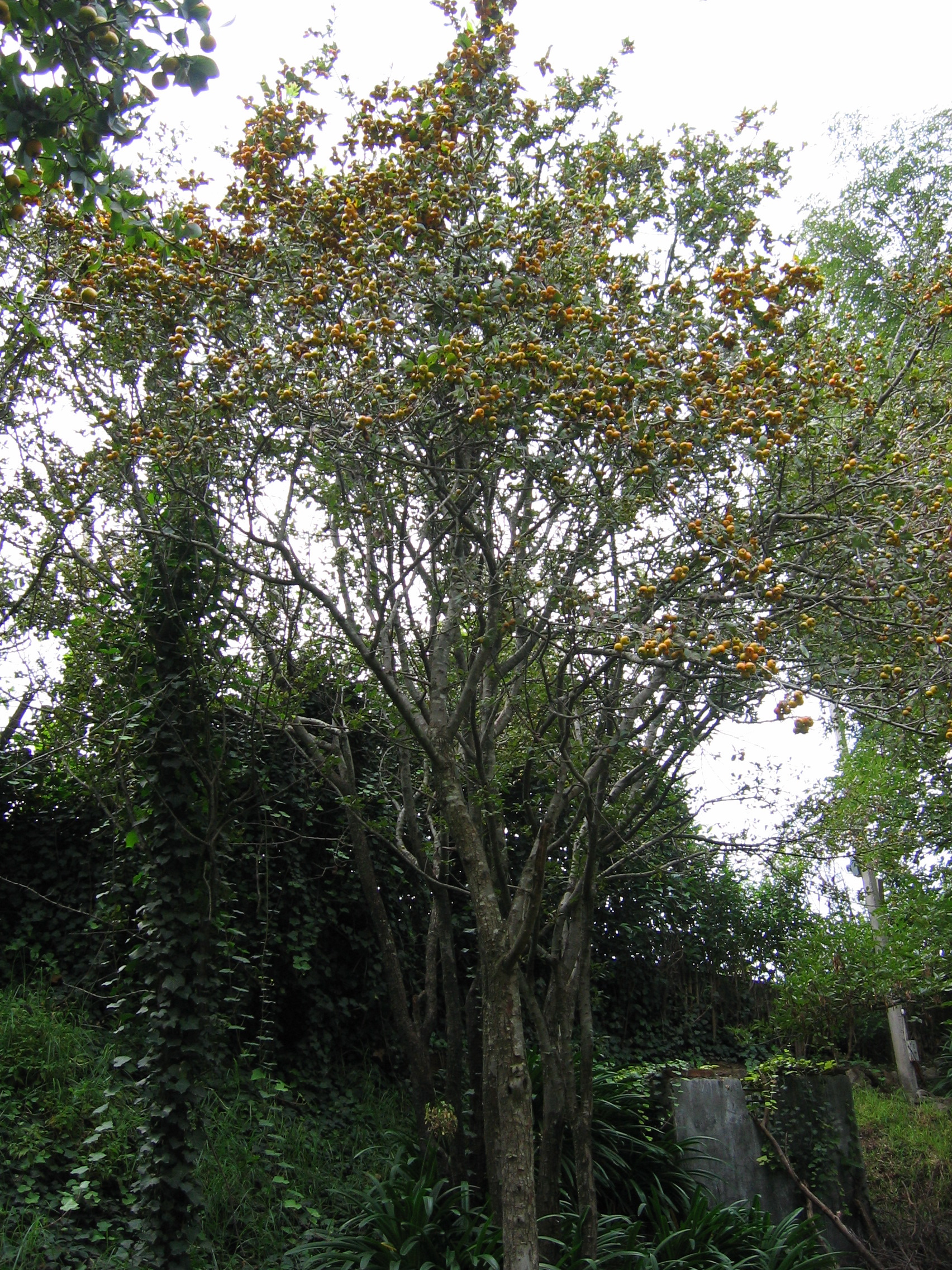
Fructication.

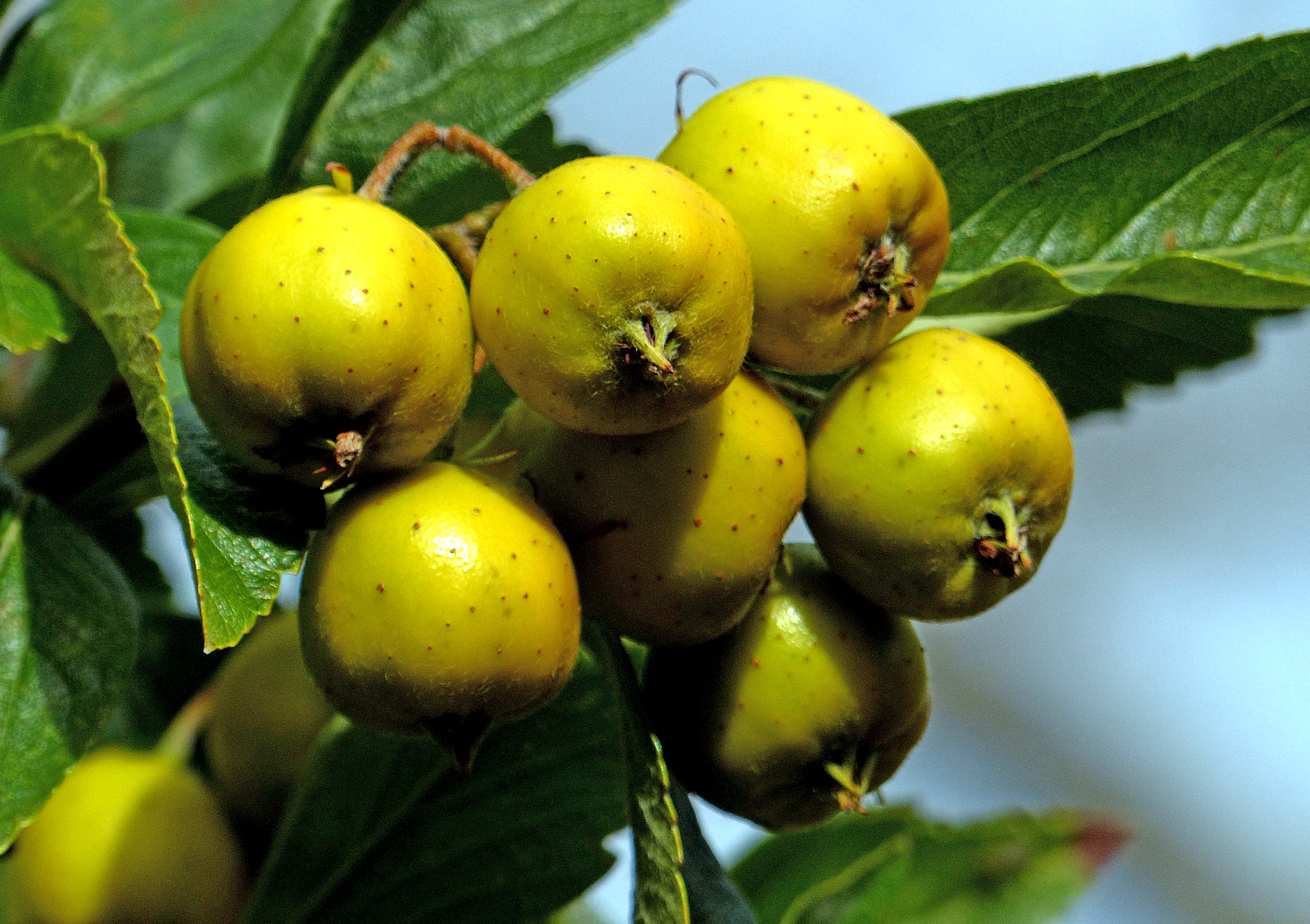
Fruits immatures

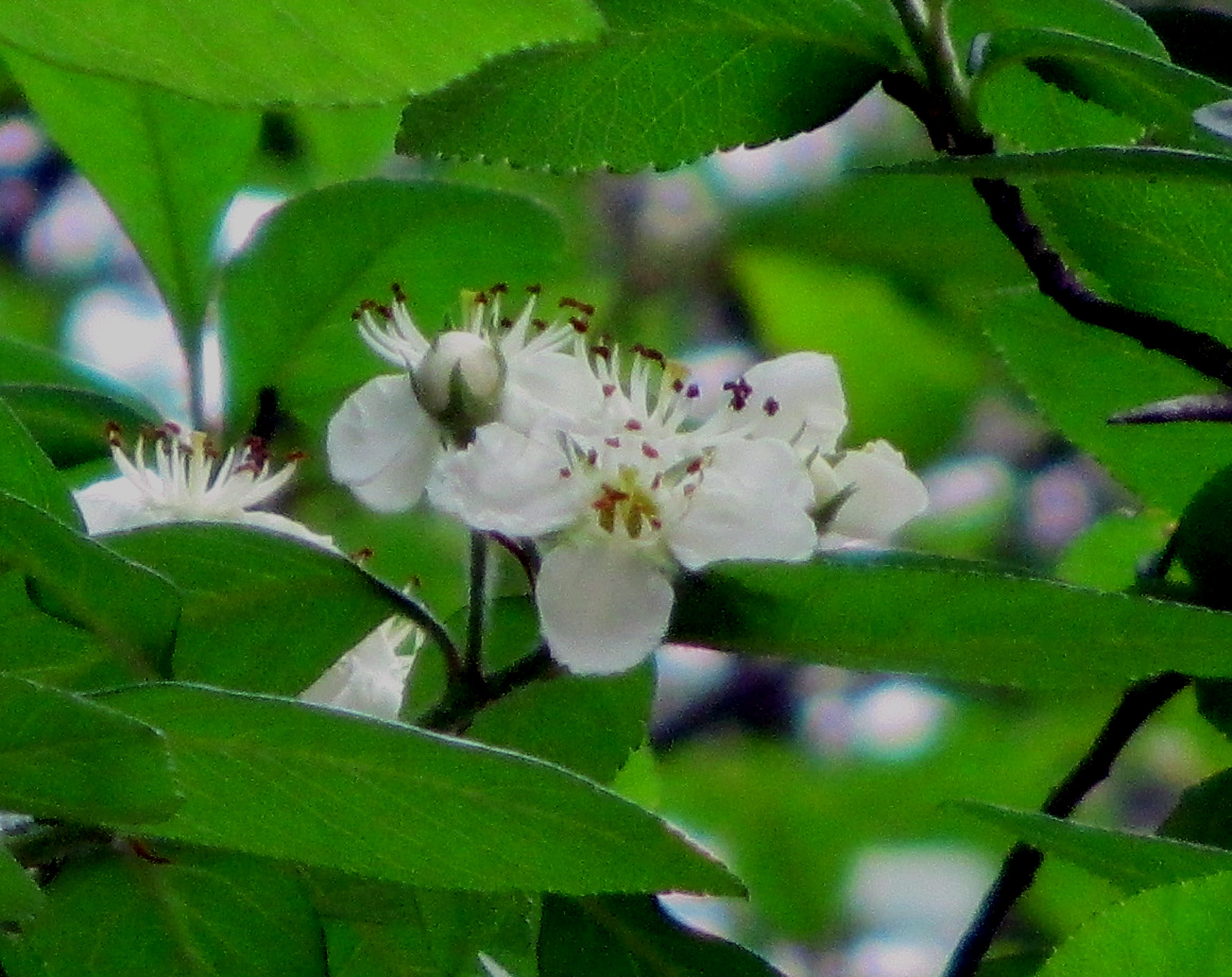
Fleurs

C'est un arbuste ou un arbre de 5 à 10 m de haut avec une couronne dense et des rameaux avec ou sans épines selon les variétés.
Ses feuilles ovales de 4 à 8 cm de long à bords dentelés sont semi-persistantes.
Ses fleurs blanches mesurent 2 cm de diamètre et ont généralement une odeur de poisson pourri.
Le fruit comestible rond à ovale ressemble à une petite pomme rouge-orangé de 2 cm de long et 1,5 cm de diamètre. Il arrive à maturité en août en plaine et à la fin de l'hiver, juste quelque temps avant l'apparition des fleurs de la saison suivante, lorsqu'il est cultivé en montagne (jusqu’à 3 000 mètres). Les fruits, appelés prunes de pierre en raison de leur dureté, ou manzanilles, contiennent un à cinq pépins marron assez durs.
On répertorie actuellement une vingtaine de cultivars.

## Culture
L'aubépine du Mexique est rustique jusqu'en zone USDA 7 (-17 à −12 °C).
La multiplication se fait par semis (avec un bon pourcentage de levée et fructification entre 5 et 8 ans[réf. nécessaire]) et par greffage.

## Utilisation

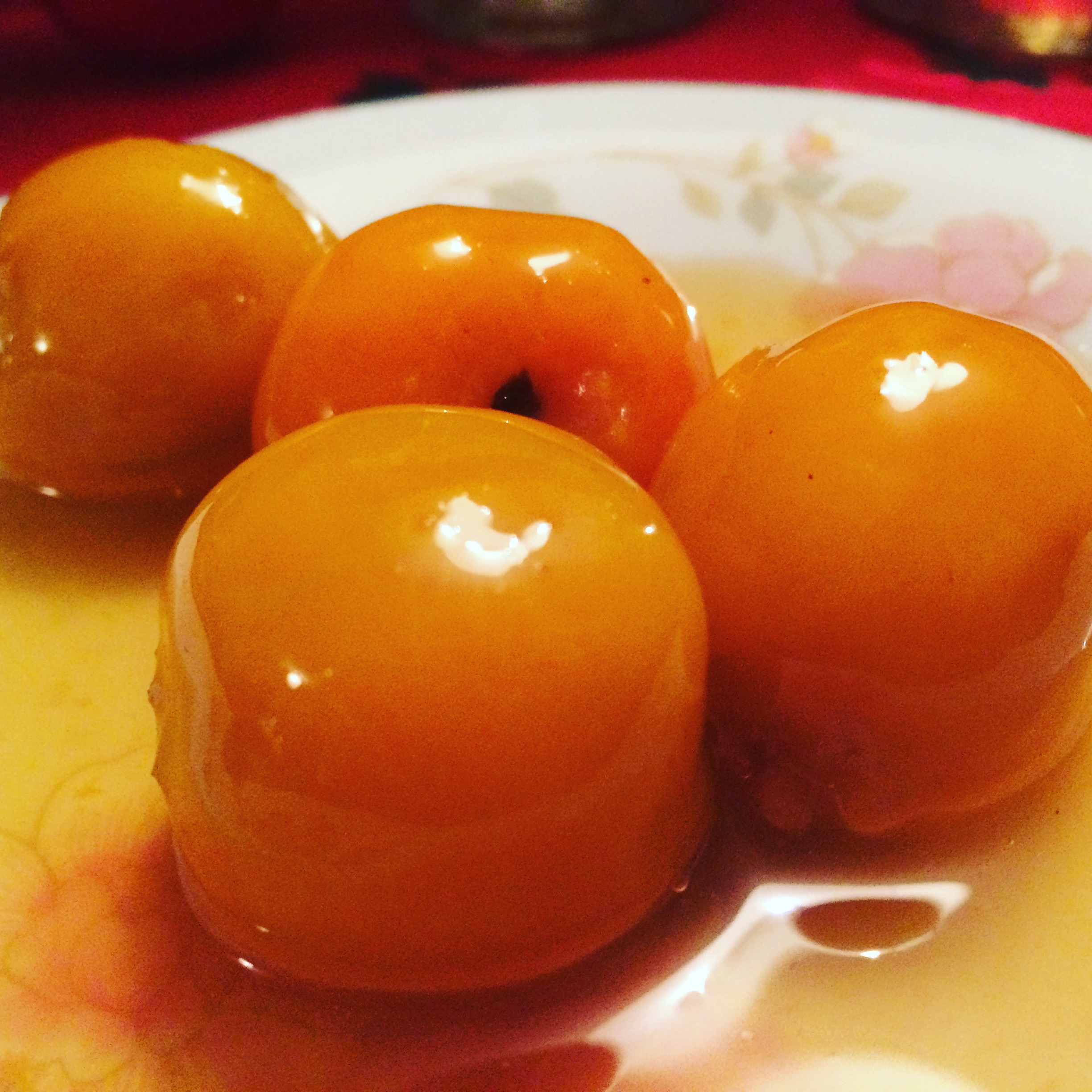
Sucrerie traditionnelle préparée avec des fruits de tejocote

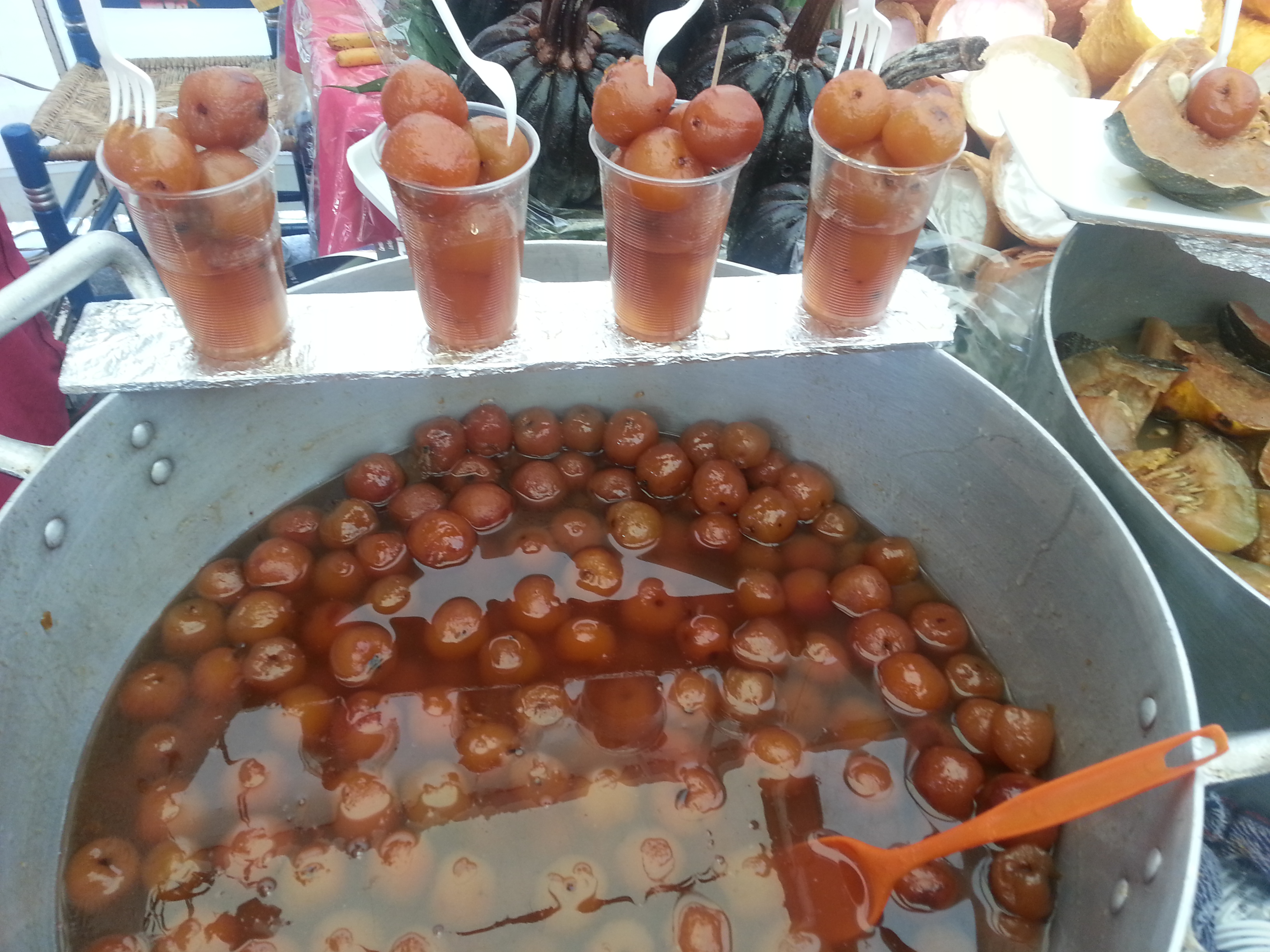
Fruits de tejocote sucrés en vente à la Foire Gastronomique de la Enchilada dans l'Iztapalapa (Mexico).

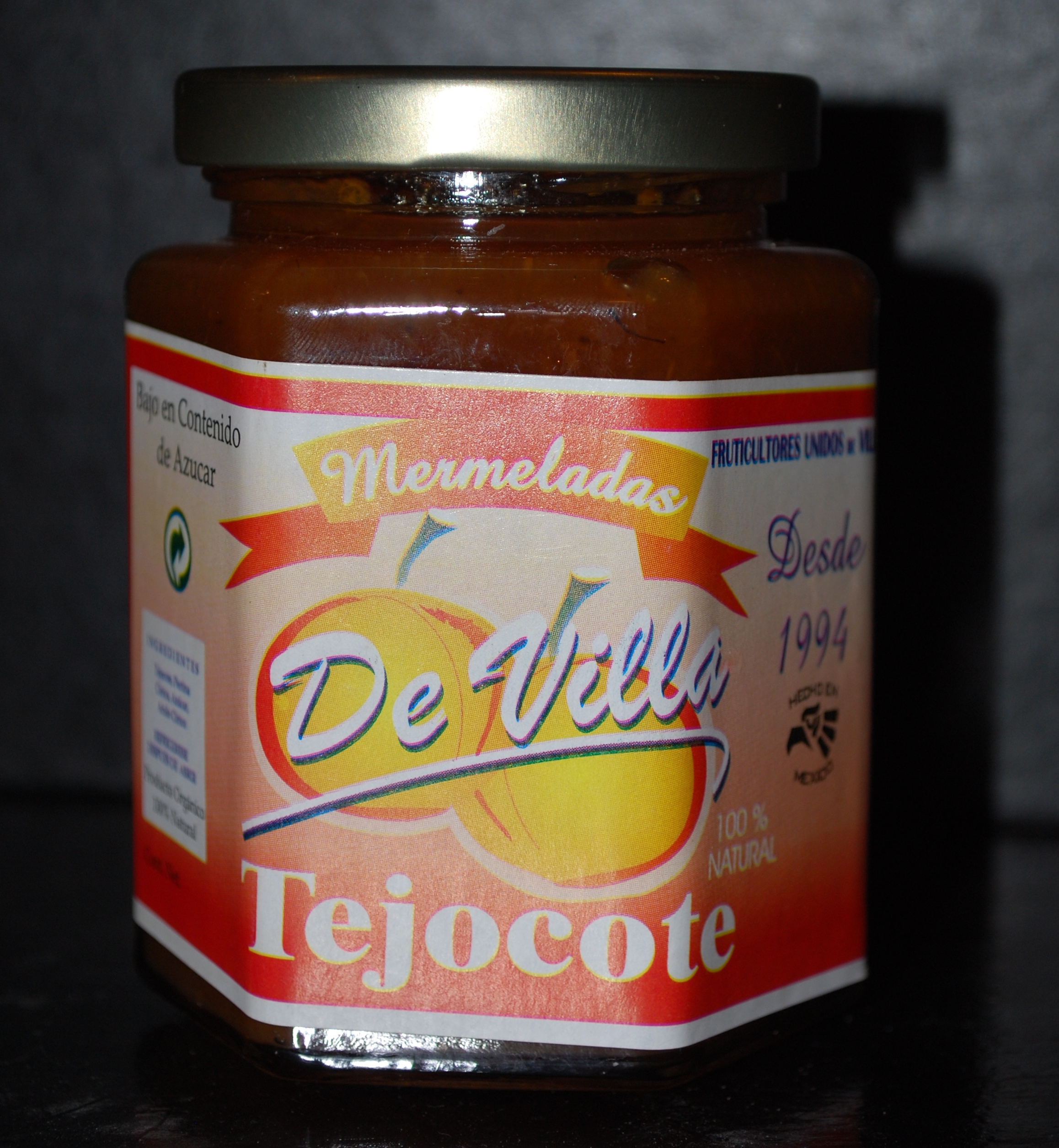
Confiture de tejocote

Le fruit riche en vitamine C était très consommé au Mexique cru, cuit ou en conserves mais il est tombé un peu en désuétude. Il était utilisé par les Mexicains comme offrande à la période de la Toussaint. C'est aussi un des ingrédients principaux du Ponche, le punch traditionnel mexicain servi à Noël et pour le Nouvel An.
En Afrique du Sud, on utilise le fruit comme alimentation pour le bétail.
Son écorce est utilisée en médecine traditionnelle pour traiter les problèmes respiratoires.
Son bois dur et compact est utilisé pour la fabrication de manches d'outils et comme combustible.
Francesco Franceschi a introduit l'espèce en Californie méridionale et dans l'Arizona sous le nom de Crataegus Guatemalensis ou Azérolier du Guatemala, pour l'utiliser avec succès comme porte-greffe de certains arbres fruitiers (pommier, poirier, cognassier et même prunier).